# Casa Dolera-Lajo
La Casa Dolera-Lajo és una obra de Girona inclosa a l'Inventari del Patrimoni Arquitectònic de Catalunya.

## Descripció
És un edifici de planta rectangular, amb escala al centre i que va guanyant el sentit dels forjats a mitges escales. Exteriorment se'ns presenta con un gran cos cúbic, massís. Les finestres potencien aquest efecte: són elements sobresortints de les façanes. A nivell de carrer apareix el garatge i el naixement de l'escala tractada igual que la façana (cubs que arriben fins a la porta del primer pis). L'escala és potenciada per un pilar central que remarca el sentit central de la casa. Visualment, a l'interior, tot és tractat com un únic espai.